# Ipomoea barbatisepala
Ipomoea barbatisepala es una especie fanerógama de la familia Convolvulaceae.

## Clasificación y descripción de la especie
Planta trepadora, anual; tallo semileñoso, casi glabro; lámina foliar de contorno orbicular-ovado, profundamente 5 a 7-lobada, de 3 a 8 cm de largo, de 1.5 a 8.5 cm de ancho, los segmentos lanceolados, contraídos en la base, agudos a acuminados; inflorescencias con 1 a 3 flores; sépalos subiguales, linear-atenuados, de 10 a 14 mm de largo, con la base algo dilatada, densamente hispido-pilosos excepto en la base, los pelos blancos; corola infundibuliforme, de (1.6)2 a 3 cm de largo, azul a ligeramente purpúrea o blanca; cápsula subglobosa, de 8 a 9 mm de largo, bilocular o trilocular, 4-valvada; semillas (1)4(6), de 4 a 5 mm de largo, adpresopubescentes a casi glabras.

## Distribución de la especie
Se distribuye en el sur y suroeste de Estados Unidos, así como en el norte del territorio mexicano. Por su hábito ruderal se encuentra ocasionalmente más al sur en México en los estados de Sonora, Michoacán y Oaxaca. Se colectó hace más de 20 años en la región de la Depresión del Balsas, sin haberse registrado nuevamente.

## Ambiente terrestre
Es una especie de comportamiento ruderal, que en el estado de Michoacán se colectó aproximadamente a 300 m de altitud en zonas agrícolas y en las orillas de los caminos.

## Estado de conservación
No se encuentra bajo ningún estatus de protección.